# Une paix séparée
Ne doit pas être confondu avec Paix séparée.
Une paix séparée (en anglais : A Separate Peace) est un roman d'apprentissage de John Knowles paru en 1959. L'œuvre est inspirée du passage de Knowles à la Phillips Exeter Academy et basée sur sa nouvelle publiée précédemment, Phineas. Ce premier roman de l'écrivain, qui rencontre un succès immédiat, est adapté au cinéma en 1972 et à la télévision en 2004.

## Résumé
Gene Forrester, le narrateur, retourne dans son ancien pensionnat, la Devon School (inspirée de la Phillips Exeter Academy où il a passé ses années d'études), quinze ans plus tard. Il visite deux endroits qui lui inspirent de l'effroi: un escalier de marbre et un arbre au bord de la rivière d'où est tombé son ami Finny. Il décrit alors une année de souvenirs entre l'été 1942 et l'été 1943. Il a seize ans et il est fasciné par son meilleur ami Phineas (surnommé Finny), alors que dans le monde lointain la Seconde Guerre mondiale gronde.
Gene et Finny, bien que de caractères opposés, sont les meilleurs amis à l'école Devon. Gene est introverti et plutôt de sensibilité intellectuelle, alors que Finny est extraverti, attentif et athlétique. Gene est fasciné par Finny qui s'amuse à fonder une société estivale du super-suicide au caractère initiatique. Ses membres (Finny et Gene) doivent plonger du haut d'un arbre fort élevé dans la rivière Devon qui traverse le parc de l'école. L'amitié des deux garçons passe par des périodes de rivalité et de jalousie de Gene envers Finny. Celle-ci se termine, lorsque Finny tombe de l'arbre à cause de Gene. C'est la fin de ses ambitions sportives. Finny ne pourra plus jamais s'adonner à ses sports favoris où il excellait. Gene tente de s'amender en voulant devenir une meilleure personne à l'image de Finny. Il s'accuse auprès de lui d'avoir été la cause de sa chute, ce que Finny ne veut pas croire au début, tant il a de respect pour son ami.
La préparation militaire des garçons de Devon pour servir dans l'armée occupe de plus en plus de leur temps. Brinker Hadley et Leper Lepellier (ami de Gene) sont des personnages secondaires du roman. Le premier accuse Gene d'avoir voulu la mort de Finny. Ce dernier gagné par l'évidence quitte le groupe et en descendant l'escalier de marbre se casse la jambe. Il réalise que l'accident de l'arbre a été involontaire et pardonne à son ami Gene. 
Le jour suivant, Finny meurt accidentellement pendant l'opération qui devait remettre sa jambe d'aplomb. Gene finit par comprendre le sens de cette mort et désormais le sens de sa vie à lui.

## Personnages

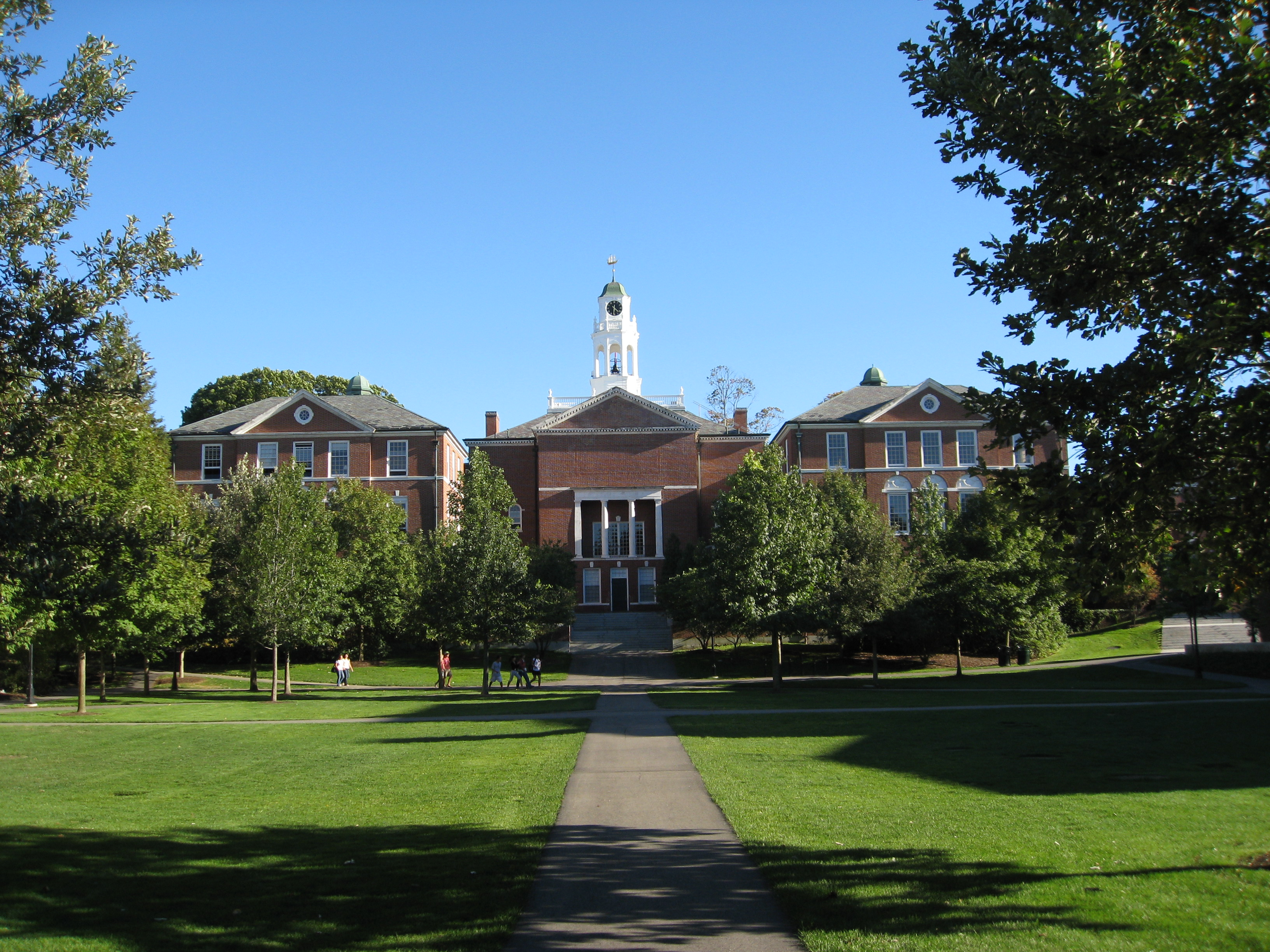
Vue des bâtiments de la Phillips Exeter Academy qui a inspiré la Devon School du roman.

- Gene Forrester: Une paix séparée est racontée selon le point de vue de Gene qui envie son camarade de chambre Finny. Celui est gracieux et athlétique et à l'aise en société, alors que Gene, originaire du Texas, n'est pas habitué aux codes de la bonne société de la Nouvelle-Angleterre. C'est lui qui a donné un petit mouvement à la branche de l'arbre duquel est tombé Finny, sans imaginer que la conséquence serait si grave.
- Phineas (Finny): le camarade de chambre et le meilleur ami de Gene. Il est un peu rebelle, athlétique, a très bon caractère et il est généreux. Il est à l'aise, voit ce qu'il y a de meilleur chez les autres. Il est aussi quelque peu directif. Sa chute provoque la fin de ses succès sportifs.
- Brinker Hadley: Brinker est un camarade de classe de Gene et Finny. C'est lui qui organise une sorte de tribunal afin de mettre au clair les causes de la chute de Finny. Finny prend la défense de son ami Gene. Finny mentionne Lepellier comme témoin. Finalement Brinker se réconcilie avec Gene.

- Elwin 'Leper' Lepellier: Leper est un ami de Finny et de Gene, et un membre clé de la Société estivale du Super Suicide. C'est aussi le premier de sa classe à s'enrôler dans l'armée. On apprend plus tard dans le roman qu'il devient psychologiquement atteint par ce qu'il a subi pendant son service. Il témoigne au procès de Gene organisé par Brinker, et accuse Gene.

## Autour du roman
Un paix séparée est publiée à Londres en 1959 par Secker & Warburg, puis en 1960 à New York par Macmillan.
Le roman s'inspire du passage de Knowles (Gene dans le roman) à la Phillips Exeter Academy (la Devon School dans le roman), mais ce n'est pas tout qui vraiment autobiographique. L'auteur explique dans son article A Special Time, A Special Place que « les seuls éléments qui étaient absents cet été-là, c'étaient la colère, la violence et la haine. Il n'y avait qu'amitié, athlétisme et loyauté. »
Le personnage de Phineas (Finny) est inspiré selon les déclarations de Knowles de David Hackett de la Milton Academy, qu'il a côtoyé pendant une session d'été à la Phillips Exeter Academy. Hackett était un ami de Robert Kennedy et a servi plus tard sous sa direction au département de la Justice américain. Un élève, nommé Phineas Sprague, a habité le même bâtiment de chambres que Knowles pendant l'été 1943 et aurait pu inspirer l'auteur.
Gore Vidal dans ses mémoires (Palimpseste), reconnaît que comme Knowles il a effectué ses études à la Phillips Exeter Academy, au même moment, mais deux classes plus haut. Vidal a déclaré que Knowles lui avait dit qu'il s'était basé sur lui pour son personnage de Brinker. « Nous sommes de bons amis depuis tant d'années maintenant », a-t-il ajouté, « et j'admire ce roman Une paix séparée, qui est basé sur nos années de pensionnat. »

## Adaptations

### Au cinéma
- 1972 : A Separate Peace (en), film américain réalisé par Larry Peerce, avec Parker Stevenson dans le personnage de Gene et John Heyl dans celui de Finny, sur un scénario de Fred Segal et John Knowles[3]

### À la télévision
- 2004 : A Separate Peace, téléfilm réalisé par Peter Yates, diffusé par le réseau Showtime, avec J Barton dans le rôle de Gene et Toby Moore dans celui de Finny

## Prix
- 1960 : New York Times bestseller (fiction)
- 1961 : (en) William Faulkner Foundation Award, premier roman
- 1961 : National Book Award finaliste (fiction)
- 1961 : Rosenthal Family Foundation Award